# Ereklasse korfbal 2019-2020
De Ereklasse 2019-2020 is de hoogste competitie voor het Nederlandse veldkorfbal. Deze competitie wordt gespeeld via 2 poules, genaamd Ereklasse A en Ereklasse B. In elke poule zitten 6 teams. Elk team speelt 10 wedstrijden in het totale seizoen. Uit beide poules degradeert de onderste club direct. De bovenste 2 teams uit elke poule gaan door naar de kruisfinales. In die kruisfinales speelt de nummer 1 van Ereklasse A tegen de nummer 2 van Ereklasse B en de nummer 1 uit Ereklasse B speelt tegen de nummer 2 van de Ereklasse A. Deze kruisfinales zijn 1 wedstrijd en de beide winnaar spelen de landelijke veldfinale.
Het hele seizoen start in september, om te pauzeren begin oktober. Dan verplaatst korfbal naar de zaal en start de Korfbal League. Na het zaalseizoen hervat de veldcompetitie weer waar het gebleven was.

## Teams
| Club                    | Ereklasse Poule | Plaats                 | Coach                            |
| ----------------------- | --------------- | ---------------------- | -------------------------------- |
| AKC Blauw-Wit           | A               | Amsterdam              | Gerald Aukes                     |
| AW.DTV                  | A               | Amsterdam              | Edwin Bouman                     |
| TOP (A)                 | B               | Arnemuiden             | Kees-Jan Oppe                    |
| Deetos/Snel             | B               | Dordrecht              | Patrick Muurling & Niels Mastijn |
| DOS'46                  | B               | Nijeveen               | Pascal Zegwaard                  |
| DVO/Accountor           | B               | Bennekom               | Richard van Vloten               |
| Fortuna/Delta Logistiek | A               | Delft                  | Ard Korporaal & Damien Folkerts  |
| KZ/Thermo4U             | B               | Koog aan de Zaan       | Remco Boer & Dennis Doves        |
| LDODK/Rinsma Modeplein  | A               | Gorredijk              | Henk Jan Mulder                  |
| PKC/SWKGroep            | A               | Papendrecht            | Daniël Hulzebosch                |
| TOP/Solar Compleet      | B               | Sassenheim             | Jan Niebeek                      |
| KCC                     | A               | Capelle aan den IJssel | Frits Wip                        |

## Seizoen
Ereklasse A
| pos | club                    | gs | w | g | v | pnt | dv  | dt  | dt  |
| --- | ----------------------- | -- | - | - | - | --- | --- | --- | --- |
| 1.  | PKC/SWK Groep           | 5  | 5 | 0 | 0 | 10  | 118 | 73  | +45 |
| 2.  | AKC Blauw-Wit           | 5  | 4 | 0 | 1 | 8   | 87  | 77  | +10 |
| 3.  | LDODK/Rinsma Modeplein  | 5  | 3 | 0 | 2 | 6   | 97  | 84  | +13 |
| 4.  | Fortuna/Delta Logistiek | 5  | 2 | 0 | 3 | 4   | 70  | 90  | -20 |
| 5.  | KCC                     | 5  | 1 | 0 | 4 | 2   | 75  | 89  | -14 |
| 6.  | AW.DTV                  | 5  | 0 | 0 | 5 | 0   | 71  | 105 | -34 |

Ereklasse B
| pos | club                     | gs | w | g | v | pnt | dv  | dt  | dt  |
| --- | ------------------------ | -- | - | - | - | --- | --- | --- | --- |
| 1.  | DOS'46                   | 5  | 5 | 0 | 0 | 10  | 111 | 88  | +23 |
| 2.  | KZ/Thermo4U              | 5  | 4 | 0 | 1 | 8   | 93  | 92  | +1  |
| 3.  | TOP (S) / Solar Compleet | 5  | 3 | 0 | 2 | 6   | 98  | 80  | +18 |
| 4.  | DVO/Accountor            | 5  | 2 | 0 | 3 | 4   | 99  | 93  | +6  |
| 5.  | TOP (A)                  | 5  | 1 | 0 | 4 | 2   | 68  | 90  | -22 |
| 6.  | Deetos/Snel              | 5  | 0 | 0 | 5 | 0   | 75  | 101 | -26 |

## Afwikkeling van het seizoen
De zaalcompetitie, Korfbal League liep vertraging op in de afwikkeling vanwege de maatregelen omtrent het COVID-19 virus. De korfbalbond wilde de optie open houden om de zaalcompetitie op een later tijdstip alsnog af te werken en hierdoor werd de afwikkeling van de Ereklasse veldcompetitie stop gezet.
Conclusies van dit Ereklasse veldseizoen:
- Ereklasse veldseizoen 2019-2020 wordt beschouwd als niet gespeeld
- er worden geen kampioenen en of degradanten toegekend, aangezien er slechts 5 wedstrijden gespeeld zijn. Aan deze stand kan geen waarde worden toegekend